# Bukit Mungkur
Bukit Mungkur är en kulle i Indonesien.   Den ligger i provinsen Aceh, i den västra delen av landet, 1 600 km nordväst om huvudstaden Jakarta. Toppen på Bukit Mungkur är 400 meter över havet.
Terrängen runt Bukit Mungkur är kuperad åt sydväst, men åt nordost är den platt.Runt Bukit Mungkur är det ganska glesbefolkat, med 26 invånare per kvadratkilometer. I omgivningarna runt Bukit Mungkur växer i huvudsak städsegrön lövskog.